# Университет Тасмании
Университет Тасмании (англ. University of Tasmania, сокращённо UTAS, UTas или Tas Uni) — расположенный в Тасмании австралийский университет, с тремя университетскими городками. Это четвёртый по старшинству университет в Австралии. Был основан 1 января 1890 года и является членом международной Ассоциации университетов стран Содружества наций, также входит в число «Песчаниковых университетов» — старейших престижных университетов страны.
Два главных университетских городка — это Санди-Бей, расположенный недалеко от центра Хобарта, и Ньюнхем, находящийся вблизи от города Лонсестон.

## Выпускники
- Выпускники Университета Тасмании